# Státní liga 1934/1935
Státní liga 1934/1935 byla 11. oficiálním ročníkem československé fotbalové ligy. Soutěž vyhrál tým SK Slavia Praha, zajistil si tak 8. mistrovský titul a znovu vyhrál potřetí v řadě. Liga byla rozšířena na 12 týmů, takže do tohoto ročníku postoupily AFK Kolín, SK Plzeň, DFC Prag a SK Prostějov. Do druhé ligy sestoupily AFK Bohemians a SK Čechie Karlín. Nejlepším střelcem této sezony se stal František Svoboda ze Slavie, který vstřelil 27 branek. AC Sparta Praha vyhrála v této sezoně Středoevropský pohár.

## Konečná tabulka Státní ligy 1934/35
| Poř. | Tým               | Z  | V  | R | P  | VG | OG | TP  | B  |
| ---- | ----------------- | -- | -- | - | -- | -- | -- | --- | -- |
|      | SK Slavia Praha   | 22 | 15 | 6 | 1  | 80 | 29 | +51 | 36 |
| 2.   | AC Sparta         | 22 | 17 | 1 | 4  | 74 | 26 | +48 | 35 |
| 3.   | SK Židenice       | 22 | 11 | 4 | 7  | 42 | 32 | +10 | 26 |
| 4.   | SK Viktoria Plzeň | 22 | 11 | 3 | 8  | 39 | 32 | +7  | 25 |
| 5.   | SK Kladno         | 22 | 11 | 1 | 10 | 48 | 50 | -2  | 23 |
| 6.   | SK Prostějov      | 22 | 8  | 7 | 7  | 45 | 48 | -3  | 23 |
| 7.   | DFC Prag          | 22 | 8  | 4 | 10 | 40 | 47 | -7  | 20 |
| 8.   | Teplitzer FK      | 22 | 7  | 3 | 12 | 35 | 50 | -15 | 17 |
| 9.   | SK Plzeň          | 22 | 6  | 4 | 12 | 39 | 49 | -10 | 16 |
| 10.  | AFK Kolín         | 22 | 7  | 2 | 13 | 34 | 54 | -20 | 16 |
| 11.  | AFK Bohemians     | 22 | 4  | 6 | 12 | 35 | 55 | -20 | 14 |
| 12.  | SK Čechie Karlín  | 22 | 5  | 3 | 14 | 35 | 74 | -39 | 13 |

## Rekapitulace soutěže
| Československá fotbalová liga 1934/35         |                            |
|                                               |                            |
| Ocenění                                       |                            |
| Vítěz                                         | SK Slavia Praha (8. titul) |
| Kvalifikace do evropských pohárů              |                            |
| Mitropa Cup                                   | SK Slavia Praha            |
| Mitropa Cup                                   | AC Sparta Praha            |
| Mitropa Cup                                   | SK Židenice                |
| Mitropa Cup                                   | SK Viktoria Plzeň          |
| Vítěz domácího poháru                         |                            |
| Středočeský pohár                             | SK Slavia Praha            |
| Pohyb v soutěži                               |                            |
| Sestupující do divize                         | AFK Bohemians              |
|                                               | SK Čechie Karlín           |
| Postupující do I. ligy                        | I. ČsŠK Bratislava         |
|                                               | DSV Saaz (Žatec)           |
|                                               | SK Moravská Slavia Brno    |
|                                               | SK Náchod                  |
| Nejlepší střelec                              |                            |
| František Svoboda (SK Slavia Praha) – 27 gólů |                            |

## Výsledky
| Poř. | Tým               | 1    | 2   | 3   | 4   | 5   | 6   | 7   | 8   | 9   | 10  | 11  | 12   |
| ---- | ----------------- | ---- | --- | --- | --- | --- | --- | --- | --- | --- | --- | --- | ---- |
| 1.   | SK Slavia Praha   | ---  | 0:0 | 3:2 | 4:1 | 5:3 | 2:2 | 4:2 | 2:2 | 8:0 | 7:0 | 1:1 | 11:3 |
| 1.   | SK Slavia Praha   | ---  | 1:2 | 3:1 | 2:1 | 1:0 | 7:2 | 1:1 | 3:0 | 2:2 | 4:2 | 4:1 | 5:1  |
| 2.   | AC Sparta         | 0:0  | --- | 0:4 | 4:1 | 2:4 | 1:0 | 7:3 | 2:0 | 4:2 | 2:1 | 5:0 | 8:2  |
| 2.   | AC Sparta         | 2:1  | --- | 6:1 | 0:1 | 3:0 | 6:0 | 5:1 | 5:0 | 3:0 | 1:2 | 3:2 | 5:1  |
| 3.   | SK Židenice       | 2:3  | 4:0 | --- | 0:0 | 1:2 | 1:1 | 4:3 | 5:0 | 4:1 | 1:0 | 1:1 | 4:1  |
| 3.   | SK Židenice       | 1:3  | 1:6 | --- | 3:0 | 2:0 | 2:2 | 2:3 | 0:3 | 2:1 | 0:2 | 1:0 | 1:0  |
| 4.   | SK Viktoria Plzeň | 1:4  | 1:4 | 0:0 | --- | 3:1 | 2:4 | 2:0 | 4:3 | 1:3 | 2:0 | 3:0 | 7:1  |
| 4.   | SK Viktoria Plzeň | 1:2  | 1:0 | 0:3 | --- | 1:2 | 1:1 | 1:2 | 2:0 | 0:0 | 3:1 | 2:1 | 1:0  |
| 5.   | SK Kladno         | 3:5  | 4:2 | 2:1 | 1:3 | --- | 2:3 | 2:7 | 3:0 | 2:0 | 0:4 | 5:4 | 2:2  |
| 5.   | SK Kladno         | 0:1  | 0:3 | 0:2 | 2:1 | --- | 3:2 | 4:2 | 4:0 | 4:2 | 0:1 | 1:3 | 4:2  |
| 6.   | SK Prostějov      | 2:2  | 0:1 | 1:1 | 4:2 | 3:2 | --- | 1:1 | 1:4 | 0:3 | 2:0 | 3:3 | 2:3  |
| 6.   | SK Prostějov      | 2:7  | 0:6 | 2:2 | 1:1 | 2:3 | --- | 1:0 | 4:0 | 3:2 | 6:2 | 3:1 | 2:2  |
| 7.   | DFC Prag          | 2:4  | 3:7 | 3:4 | 0:2 | 7:2 | 1:1 | --- | 2:1 | 0:4 | 2:0 | 1:1 | 2:0  |
| 7.   | DFC Prag          | 1:1  | 1:5 | 3:2 | 2:1 | 2:4 | 0:1 | --- | 2:0 | 3:2 | 2:3 | 0:0 | 1:2  |
| 8.   | Teplitzer FK      | 2:2  | 0:2 | 0:5 | 3:4 | 0:3 | 4:1 | 1:2 | --- | 4:1 | 2:1 | 3:2 | 3:3  |
| 8.   | Teplitzer FK      | 0:3  | 0:5 | 3:0 | 0:2 | 0:4 | 0:4 | 0:2 | --- | 1:1 | 1:3 | 3:0 | 5:0  |
| 9.   | SK Plzeň          | 0:8  | 2:4 | 1:4 | 3:1 | 0:2 | 3:0 | 4:0 | 1:4 | --- | 2:2 | 1:2 | 4:1  |
| 9.   | SK Plzeň          | 2:2  | 0:3 | 1:2 | 0:0 | 2:4 | 2:3 | 2:3 | 1:1 | --- | 3:2 | 5:2 | 0:1  |
| 10.  | AFK Kolín         | 0:7  | 1:2 | 0:1 | 0:2 | 4:0 | 0:2 | 0:2 | 1:2 | 2:2 | --- | 2:2 | 2:3  |
| 10.  | AFK Kolín         | 2:4  | 2:1 | 2:0 | 1:3 | 1:0 | 2:6 | 3:2 | 3:1 | 2:3 | --- | 2:8 | 2:1  |
| 11.  | AFK Bohemians     | 1:1  | 0:5 | 1:1 | 0:3 | 4:5 | 3:3 | 1:1 | 2:3 | 2:1 | 2:2 | --- | 0:4  |
| 11.  | AFK Bohemians     | 1:4  | 2:3 | 0:1 | 1:2 | 3:1 | 1:3 | 0:0 | 0:3 | 2:5 | 8:2 | --- | 3:2  |
| 12.  | SK Čechie Karlín  | 3:11 | 2:8 | 1:4 | 1:7 | 2:2 | 3:2 | 0:2 | 3:3 | 1:4 | 3:2 | 4:0 | ---  |
| 12.  | SK Čechie Karlín  | 1:5  | 1:5 | 0:1 | 0:1 | 2:4 | 2:2 | 0:1 | 0:5 | 1:0 | 1:2 | 2:3 | ---  |

.

## Soupisky mužstev

### SK Slavia Praha
František Plánička (-/0/-),
Jaroslav Vojta (-/0/-) –
Vojtěch Bradáč (8/8),
Štefan Čambal (-/2),
Ferdinand Daučík (-/0),
Adolf Fiala (-/0),
František Heřmánek (-/6),
Bedřich Jezbera (-/0),
František Junek (-/3),
Josef Klus (-/...),
Vlastimil Kopecký (-/11),
Rudolf Krčil (-/0),
Bedřich Pech (-/0),
Antonín Puč (-/6),
Jaromír Skála (-/0),
Jiří Sobotka (-/11),
František Svoboda (-/27),
Adolf Šimperský (-/2),
Antonín Vodička (-/0),
Rudolf Vytlačil (-/2),
Ladislav Ženíšek (-/0) –
trenér Kalmán Konrád

### AC Sparta Praha
Bohumil Klenovec (22/0/8) –
Jaroslav Bouček (-/2),
Raymond Braine (-/13),
Jaroslav Burgr (-/0),
Josef Čtyřoký (-/0),
Ferdinand Faczinek (-/13),
Václav Hruška (-/4),
Géza Kalocsay (-/8),
Josef Košťálek (-/1),
Václav Mrázek (-/0),
Oldřich Nejedlý (-/21),
František Pelcner (-/2),
Josef Sedláček II (-/3),
Erich Srbek (-/0),
Oldřich Zajíček (-/6) –
trenér Ferenc Szedlacsek

### SK Židenice
Karel Burkert (22/0/8) –
Karel Böhm (7/0),
Karel Černý (21/0),
Josef Eremiáš (2/0),
Wolf Friese (1/0),
Jaroslav Moták (21/5),
Jozef Néder (14/1),
František Nejedlý (1/0),
František Novák (19/0),
Oldřich Nývlt (8/0),
Stefan Pospichal (21/1),
Václav Průša (16/6),
Ladislau Raffinsky (5/0),
Oldřich Rulc (22/3),
Josef Smolka (20/0),
Antonín Suchánek (1/0),
František Šterc (22/15),
Josef Tichý (19/9) –
trenéři František Janoušek a Jenő Konrád

### SK Viktoria Plzeň
Jaroslav Dědič (21/0/8) –
Josef Bedrníček (-/1),
Jaroslav Bešťák (-/0),
Vladimír Bína (-/8),
Anton Bíro (-/0),
Ladislav Čulík (-/11),
Karel Hess (-/6),
Václav Horák (-/10),
Jiří Knapp (-/0),
František Mizera (-/0),
Bohumil Mudra (-/0),
Antonín Názler (-/0),
František Rajniš (-/0),
František Šimek (-/0),
Jaroslav Vlček (-/0),
Johann Wana (-/0),
Josef Zoubek (-/0) –
trenér Jindřich Protiva

### SK Kladno
... Rieder (-/0/-),
Karel Tichý (-/0/-) –
Antonín Černý (-/0),
Jiří Fišer (-/0),
Emil Habr (-/0),
Josef Holman (-/2),
Karel Hromádka (-/9),
Josef Junek I (-/9),
František Kloz (19/20),
Karel Kolský (-/0),
Antonín Kozohorský (-/0),
Karel Kraus (-/0),
František Nejedlý (-/4),
Václav Nový (-/0),
Miroslav Procházka (-/3),
Emanuel Štochl (-/0),
Václav Troníček (-/1),
Václav Vraga (-/0) –
trenér Ferdinand Üblacker

### SK Prostějov
Jaroslav Frýbort (9/0/1),
František Šrám (13/0/2) –
Václav Bouška (8/0),
Rudolf Drozd (20/11),
Václav Eliška (1/0),
Antonín Dufek (14/4),
Walter Hanke (11/7),
Leopold Henčl (22/2),
Josef Kadeřábek (1/0),
Oldřich Kvapil (6/0),
František Lánský (7/0),
Vilém Lugr (15/0),
Jan Melka (22/11),
Josef Polačko (22/0),
Bohumil Prošek (7/0),
... Schmösky (1/1),
Josef Suchý (22/0),
Josef Štrobl (22/5),
Vladimír Vidlák (14/1),
Jaroslav Weintritt (5/3) –
trenér Rudolf Křenek

### DFC Prag
Heinrich Mitlöhner (8/0/2),
Fritz Taussig (14/0/2) –
Rudolf Dressler (19/0),
Josef Dvořák (19/0),
Karl Ebhardt (1/0),
Vincent Fischer (2/0),
Emil Habelt (22/7),
Béla Halpert (1/0),
Karel Kannhäuser (11/6),
... Kramer (2/0),
Pavel Mahrer (22/0),
Adolf Patek (15/2),
Tomáš Porubský (4/1),
Michael Smolinsky (22/0),
Franz Stoy (17/2),
... Stuchlík (3/2),
Wilhelm Truntschka (21/11),
Alexandr Ulanov (11/4),
Naran Ulanov (20/0),
Leopold Weingartner (6/4),
... Wicherek (2/0) + 1 vlastní (Jaromír Skála) –
trenér ...

### Teplitzer FK
Franz Maier (2/0/0),
Čestmír Patzel (18/0/3),
... Schödl (2/0/0) –
... Gran (3/0),
Karl Haberstroh (3/0),
Karl Koder (6/2),
Sándor Koretz (8/3),
Ervín Kovács (18/0),
Franz Kowanz (6/0),
... Linhart (1/0),
Willy Mizera (10/0),
Josef Müllner (19/7),
Vilhelm Náhlovský (22/0),
Lajos Páli (19/11),
... Patzner (1/0),
Tomáš Porubský (10/4),
... Porubský II (6/0),
Jaroslav Riedl (13/0),
Jenő Roth (13/3),
Alois Rudlof (6/2),
Rudolf Schäffer (2/0),
Heinrich Schöpke (22/0),
Martin Watzata (19/0),
Rudolf Zosel (13/2) + 1 vlastní –
hrající trenér Lajos Páli

### SK Plzeň
... Balín (-/0/-),
Karel Poláček (17/0/-) –
Václav Dědič (-/0),
Antonín Hájek (21/14),
František Chmelíř (-/11),
Zdeněk Janda (-/0),
Václav Jonák (-/0),
Gustav Moravec (-/0),
Ladislav Přibáň (-/1),
Alfréd Sezemský (-/0),
Josef Šafařík (-/1),
Václav Šlédr (-/1),
Josef Tajčner (21/5),
Karel Vacek (-/1),
Vilém Zlatník (-/2) –
trenér ...

### AFK Kolín
Václav Sůra (19/0/3),
Josef Zahajský (3/0/0) –
Bohuslav Adamec (15/0),
János Blasko (4/3),
Rudolf Enders (10/2),
František Hovorka (9/3),
... Chlubný (1/0),
Václav Kučera (16/2),
Václav Moták (22/3),
František Musil (19/5),
Josef Pilát (5/0),
František Pospíšil (9/1),
František Pták (6/0),
Jindřich Somberg (16/1),
František Šafránek (17/0),
František Šíma (5/1),
Emanuel Šmejkal (16/2),
... Šteffl (1/0),
Rudolf Toman (18/4),
Jan Truhlář (13/4),
Jan Vilikus (18/2) + 1 vlastní (Ladislav Přibáň) –
trenér ...

### AFK Bohemians
Jozef Hušťava (1/0/-),
František Lacina (1/0/-),
Antonín Šimek (19/0/-) –
Karel Bejbl (5/0),
Karel Bernášek (8/0),
Václav Brabec-Baron (7/1),
Vratislav Čech (17/12),
František Dycka (1/0),
František Fait (8/1),
... Hála (6/0),
Jaroslav Holas (8/0),
Karel Jehlička (12/0),
Jan Knobloch-Madelon (5/0),
Sándor Koretz (9/6),
Bohumil Krob (7/2),
Antonín Lanhaus (21/0),
František Mlejnský (72/0),
Asen Pančev (3/0),
Leopold Prokop (13/0),
Jan Řehák (2/1),
Josef Silný (3/5),
Jiří Stejskal (14/0),
Václav Straňák (4/1),
... Struha (1/0),
Jaroslav Štumpf (17/6),
František Tyrpekl (16/0),
Josef Uher (6/0),
Georg Waitz (8/0),
Jaroslav Zelený (2/0) –
trenér Karel Meduna

### SK Čechie Karlín
František Bárta (-/0/-),
Karel Krupa (-/0/-),
Antonín Ledvina (-/0/-) –
František Beneš (-/2),
Vlastimil Borecký (-/0),
Jaroslav Bubeníček (-/11),
Jaromír Fiala (-5),
František Kusala (-/0),
Josef Kusala (-/0),
Jaroslav Ladman (-/2),
Bedřich Milde (-/2),
Otto Mráz (-/0),
Jaroslav Novák (-/...),
Václav Pohanka (-/0),
Jan Prokop (-/1),
František Rozvoda (-/0),
Václav Strejček (-/0),
Josef Šíma (6/1),
Emanuel Troníček (-/1),
František Vodička (-/1),
Karel Votruba (-/1),
... Zinner (-/1) –
trenér ...